# Lipasen
Lipasen sind  Enzyme, die von Lipiden wie Glyceriden oder Cholesterinestern freie Fettsäuren abspalten (Lipolyse). Diese Enzyme spielen physiologisch eine wichtige Rolle, indem sie Fette verdauen und so die im Körper gespeicherten Fettreserven verfügbar machen. Außerdem gibt es eine Unzahl technischer Anwendungen für diese Proteine.
Im engeren Sinn bezeichnet Lipase in der medizinischen Diagnostik die pankreasspezifische enterale Lipase (Pankreaslipase).

## Geschichte
1834 erkannte Johann Nepomuk Eberle, dass Pankreassekrete Öle in Wasser emulgieren können. Aufbauend auf dieser Erkenntnis fand Claude Bernard 1846 heraus, dass bei diesem Vorgang eine saure Reaktion abläuft. Zunächst wurde das Enzym als "Ferment émulsif" bezeichnet, 1896 nannte Maurice Hanriot (1854–1933) es dann Lipase. Dies wurde später der Sammelbegriff für die gesamte Gruppe. Marcel von Nenecki (1847–1901) zeigte, dass die Lipasen des Pankreas von der Galle aktiviert werden müssen.

## Struktur echter Lipasen EC 3.1.1.3
Die Esterasen unterscheiden sich in ihrem Substratspektrum. Demnach bevorzugen Lipasen lipophile, wasserunlösliche Substrate. Sie sind aber auch in der Lage, Triglyceride aus kurzkettigen Fettsäuren umzusetzen, die noch begrenzt wasserlöslich sind.
Im Gegensatz dazu hydrolysieren die anderen Esterasen nur kurzkettige, wasserlösliche Substrate.  Außerdem unterscheiden sich die Esterasen von den Lipasen durch ihre Proteinstrukturen. Lipasen haben einen Deckel (engl. lid) über dem aktiven Zentrum, welcher bei Esterasen fehlt. Die Lipasen kommen außerdem in allen Tieren, Pflanzen und Mikroorganismen als zelluläre oder extrazelluläre Proteine vor. Sie gehören zur Familie der Serin-Hydrolasen und haben für ihre spezifischen Reaktionen ein Reaktionsgleichgewicht, das vom Wassergehalt des Gesamtsystems abhängig ist. Ein weiterer wichtiger Unterschied zu Esterasen ist der, dass die Hydrolyse von Esterbindungen von Glycerinestern an einer Öl-Wasser-Grenzfläche stattfindet.
Lipasen besitzen oft keine klaren Übereinstimmungen in der Aminosäurensequenz. Bei Betrachtung der räumlichen Struktur hingegen wird klar, dass Lipasen gemeinsame Formen aufweisen. Demnach bilden die Lipasen eine Familie von α/β-Hydrolase-Faltungen, die bei allen Lipasen vorhanden ist. Sie besteht darin, dass im Zentrum der Lipasen acht nahezu parallel angeordnete β-Faltblätter platziert sind, die wiederum von α-Helices eingeschlossen sind, mit Ausnahme des zweiten β-Faltblattes, welches zudem invers in die Struktur eingeordnet ist.
Mit wenigen Ausnahmen liegen die Aminosäuren, die für die katalytische Wirkung der Lipasen verantwortlich sind, an denselben Positionen. Diese Aminosäuren bilden eine katalytische Triade, die normalerweise aus den Aminosäuren Serin, Histidin und Asparaginsäure gebildet wird. Diese Triade ist funktionell, aber nicht strukturell verwandt mit der von Trypsin und Subtilisin. In der Aminosäurensequenz von α/β-Hydrolasen erscheinen die Aminosäuren in der folgenden Reihenfolge: Serin, Asparaginsäure, Histidin. Das Serin kommt üblicherweise im konservierten Pentapeptid von  Gly-Xaa-Ser-Xaa-Gly vor.

## Beispiele
Als Beispiele seien genannt:
- Die Lipoproteinlipase (LPL) befindet sich auf der extrazellulären Membranseite von Endothelzellen in verschiedenen Geweben (unter anderem Fettgewebe); sie kann die im Blut an Lipoproteine gebundenen Fette spalten und damit für die zelluläre Aufnahme vorbereiten. Die hepatische Triglycerid-Lipase ist beispielsweise in der Leber lokalisiert.[9]
- Die Pankreaslipase (synonym: Steapsin) wird in den exokrinen Drüsenzellen der Bauchspeicheldrüse synthetisiert und gelangt über den Ductus pancreaticus in das Duodenum. Dort spaltet sie die Nahrungsfette in Fettsäuren, Glycerin und Mono- beziehungsweise Diacylglycerine. Diese können dann in Form von Mizellen zusammen mit Hilfe von Gallensalzen in die Enterozyten aufgenommen werden. Ist die exokrine Funktion der Bauchspeicheldrüse (exokrine Pankreasinsuffizienz) gestört, müssen Lipasen in Form von Pankreatinen oder (auch) Rizoenzymen substituiert werden, da unvollständig verdaute Fette mit schmerzhaften gastrointestinalen Symptomen wie massiven Blähungen und Steatorrhoe einhergehen.[10]
- Eine weitere wichtige Lipasenart ist die hormonsensitive Lipase. Sie spaltet die in Adipozyten gespeicherten Triglyceride und wirkt somit lipolytisch.[11]
- Die Magenlipase ist eine Lipase, welche von den gastrischen Hauptzellen (Chief cells) sezerniert wird und durch das LIPF-Gen encodiert wird.[12]

## Anwendungen in der Industrie und Technik
Lipasen werden in der Fettchemie zur Herstellung von Seifen, von Fetten mit verbesserter Streichfähigkeit und von Kakaobutteräquivalenten verwendet.
Vielen Waschmitteln wird Lipase zu Erhöhung der Reinigungsleistung beigemischt.
Im Rohmilchkäse wirken sie aromabildend. Butter wird schneller ranzig. Beim Pasteurisieren werden die Lipasen der Milch größtenteils zerstört.
Lipasen werden auch als Biokatalysatoren in der organischen Synthese (z. B. zur Herstellung von Zuckerestern im Industriemaßstab) und in der Lebensmittelindustrie zur Geschmacksstoffherstellung verwendet. Des Weiteren finden sie Anwendung in der kinetischen Racematspaltung.
Lipasen können aus einer Vielzahl unterschiedlicher Quellen isoliert werden, wobei für industrielle Zwecke zumeist Schweinepankreaslipase (PPL) oder Lipasen von bestimmten Mikroorganismen genutzt werden. Schweinepankreaslipase ist die am genauesten beschriebene pankreatische Lipase und besteht aus 449 Aminosäuren mit 7 Disulfidbrücken.